# Shaka (geslacht)
Shaka is een geslacht van vlinders van de familie tandvlinders (Notodontidae).

## Soorten
- S. atristrigatus Yang, 1978
- S. atrovittata Bremer, 1861
- S. mushana Matsumura, 1929